# Нуволоне, Карло Франческо
Карло Франческо Нуволоне (итал. Carlo Francesco Nuvolone; 1609, Милан — 1662, Милан) — итальянский художник эпохи барокко. Миланская школа.

## Биография
К началу XXI века не все факты из жизни художника были известны, разногласия были в годах рождения и смерти и в месте рождения.
Происходит из семьи кремонского художника Панфило Нуволоне (1581—1651). Художественное образование получил в мастерской отца, представителя позднего миланского маньеризма. Обучение продолжил в художественной академии Амброзиана в Милане в мастерской художника Джованни Баттиста Креспи (1573—1632). Там проходили обучение будущие художники Джулио Чезаре Прокаччини (1570—1625) и Даниэле Креспи (1598—1630), который рано умер.
Работал по заказу религиозных общин в Милане и в провинциях, делал фрески, алтарные композиции, парадные портреты.
Имел собственную мастерскую, где работал помощником его брат Джузеппе Нуволоне (1619—1703) и куда принимал учеников. Среди учеников Карло Нуволоне были Филиппо Аббиати, Джузеппе Дзаната, Пьетро Маджи, Федерико Панца.
Умер в Милане в 1662 году.